# Notizbuch

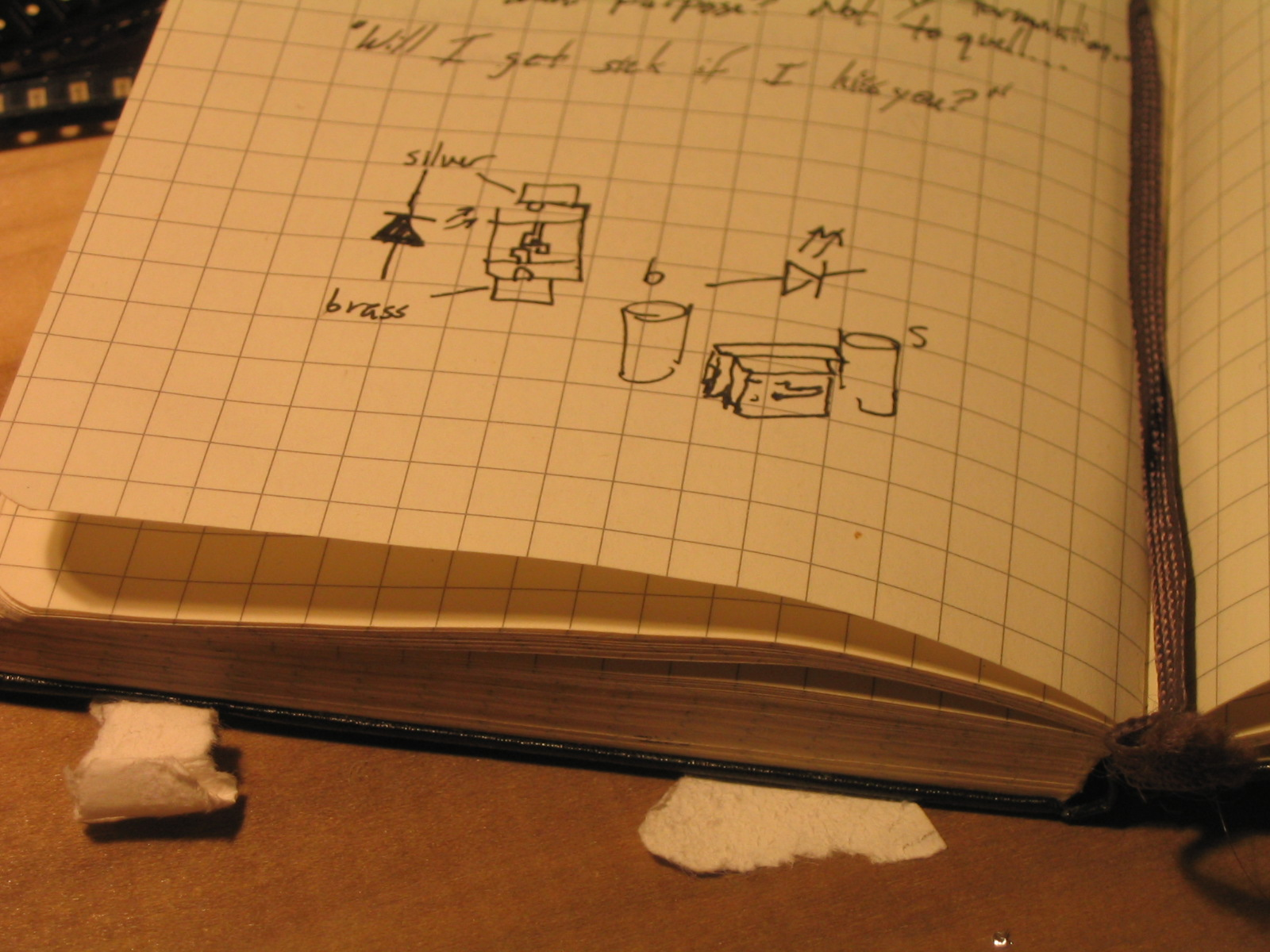
Gebundenes Notizbuch

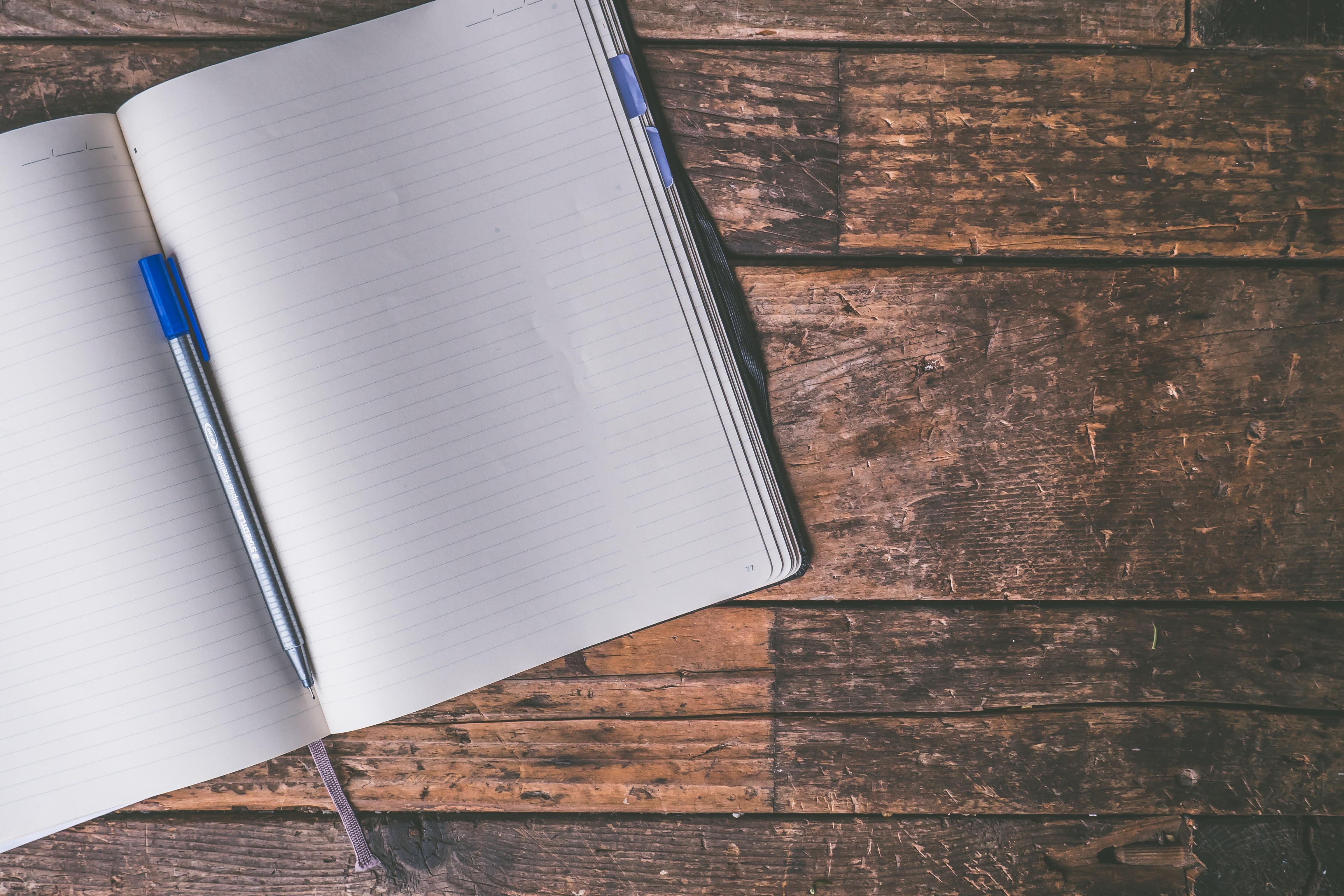
Ein Tagebuch

Ein Notizbuch ist ein Buch mit unbeschriebenen Seiten, das der Sammlung von Einfällen, Bemerkungen und Notizen aller Art dient.
Bei manuell-systematischer Aufzeichnung von naturwissenschaftlichen Beobachtungen oder Messungen spricht man hingegen von Beobachtungsbuch oder Feldbuch.

Historische Notizbücher werden auch als Kollektaneenbuch bezeichnet.

## Geschichte

### Frühgeschichte
Während des 14. und 15. Jahrhunderts wurden Notizbücher meist zuhause von Hand gefertigt, indem eine Sammlung loser beschriebener Blätter zusammengebunden wurde, sobald die Notizen fertiggestellt waren. Die Seiten dieser Notizbücher waren leer, sodass jeder, der Notizen festhalten wollte, gerade Linien von Hand hinzufügen musste. Notizbücher herzustellen und zu führen, war eine Technik zum Management von Informationen, die für Schulkinder von großer Wichtigkeit war und die ihnen in der Schule vermittelt wurde.

### Legal Pad
Einer Legende nach erfand Thomas W. Holley aus Holyoke, Massachusetts um das Jahr 1888 das Legal Pad, indem er die Idee entwickelte und ausarbeitete, aufgrund von minderwertiger Qualität aussortiertes Altpapier verschiedener Unternehmen zu sammeln und sie zu binden, um sie als Blöcke zu einem bezahlbaren, fairen Preis zu verkaufen. Um das Jahr 1900 entwickelte sich dieser Block weiter zu einem modernen, traditionellerweise gelben Block, als ein örtlicher Richter einen Rand auf der rechten Seite der Blätter beantragte. Dies war das erste Legal Pad. Die einzige Voraussetzung, damit diese Art von Schreibwaren als „wahres“ Legal Pad bezeichnet werden kann, ist ein Rand von 3,17 Zentimetern auf der linken Seite, der Platz für Randnotizen oder Kommentare bietet. Legal Pads haben üblicherweise einen Einband aus Gummi am oberen Rand anstelle einer Spiral- oder Fadenheftung.
Im Jahr 1902 entwickelte der Inhaber des tasmanischen Schreibwarengeschäfts Birchalls J.A. Birchall, eine effizientere Lösung als die jahrhundertelang angewandte, aufwendige Methode. Zuvor wurde Schreibpapier in gefalteten, ungebundenen Lagen verkauft. J.A. Birchall klebte einen Stapel halbierter Papiere zusammen, unterstützte diesen mit einem Stück Pappkarton und erfand so das erste kommerzielle Notebook.

## Formen und Verwendung
Notizbücher gibt es in vielen Varianten von DIN-A6 bis DIN-A4, als Ringbuch, mit Klebebindung, geheftet, gebunden oder als Loseblattsammlung mit Klemmvorrichtung, liniert, kariert oder gänzlich weiß, je nach Zweck und Vorlieben auch mit Kalender- oder Adressbuch-Einlagen.
Bekannte Notizbuch-Marken sind Moleskine und CIAK, die einem gewissen Objektkult unterliegen.
Das Notizbuch kann in Form eines einfachen Heftes zu einem bestimmten Zweck geführt werden. So sind in der Schule besondere Hefte gebräuchlich, die dem Notieren der Hausaufgaben dienen. Das Notizbuch unterscheidet sich vom Tagebuch insofern, als es in der Regel sachliche Notizen aufnimmt, bei denen Chronologie und persönliches Erleben eine unwesentliche Rolle spielen. Es unterscheidet sich vom Journal, indem die Notizen nicht thematisch gebunden sind.

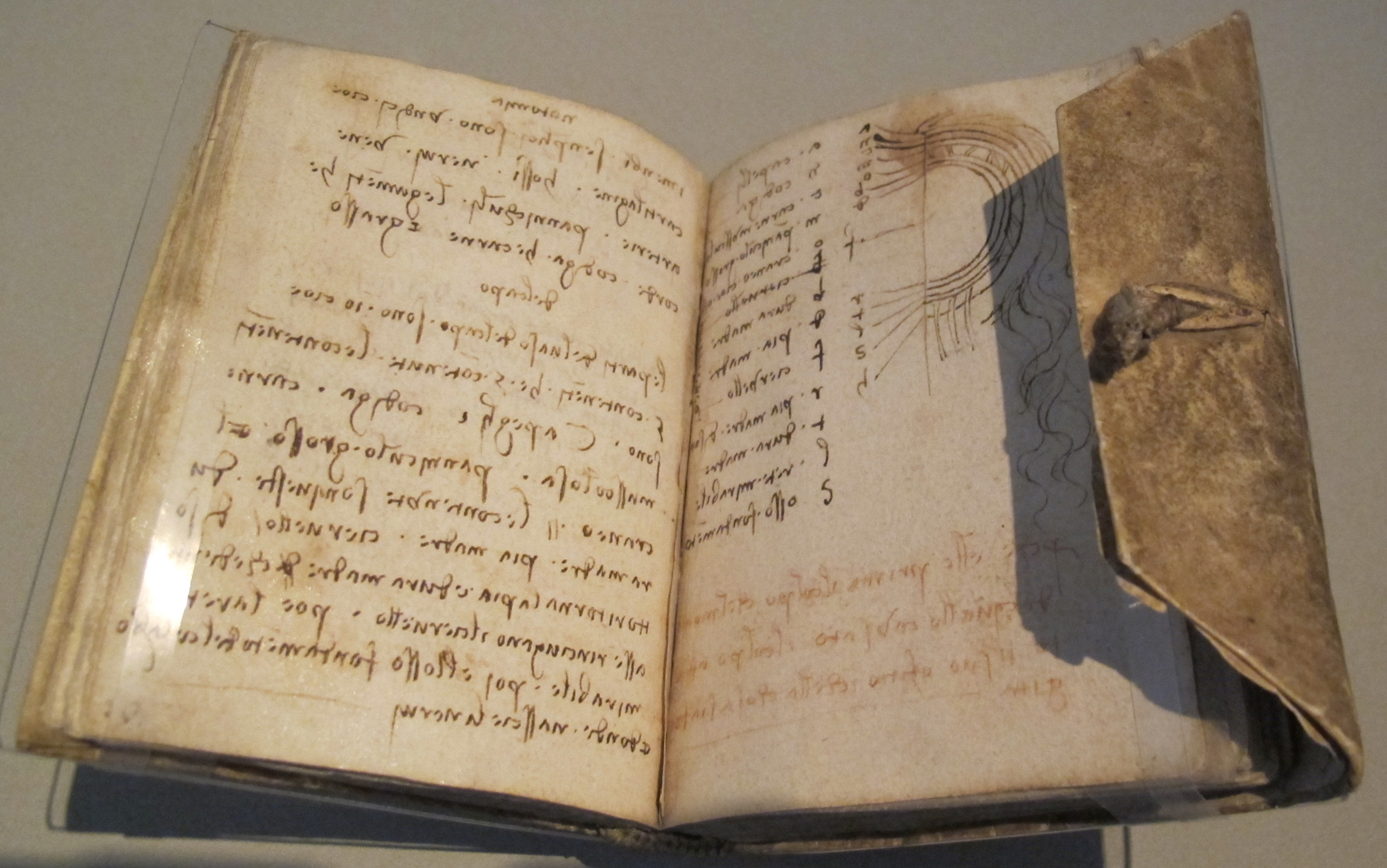
Notizbuch Leonardo da Vincis (Codex Forster III) im Originaleinband

Vielen schöpferisch tätigen Menschen gilt das Notizbuch als unentbehrliches Hilfsmittel der geistigen Arbeit. Von Leonardo da Vinci (1452–1519) wird berichtet, dass er ein solches Buch stets an seinem Gürtel trug. Theodor Fontane (1819–1898) benutzte Notizbücher für sein poetisches, journalistisches und reiseliterarisches Werk. Sie fungierten als Unterwegsbücher, als Ideenspeicher und als Archiv. Während seiner Kriegsgefangenschaft bewahrte ihn sein Notizbuch mit den privaten Aufzeichnungen vor der Hinrichtung. Bruce Chatwin (1940–1989) wird dahingehend zitiert, dass das Verlieren seines Reisepasses eine Trivialität sei gegenüber dem katastrophalen Verlust seiner Notizbücher: „To lose a passport was the least of one’s worries: to lose a notebook was a catastrophe.“
Im Rahmen des Kreativen Schreibens wird das Notizbuch empfohlen, um jederzeit eine Inspiration notieren zu können, bevor der Schreibimpuls verloren geht.

## Wiederverwendbare Notizbücher
Einige Hersteller bieten Notizbücher und Stifte mit spezieller Tinte an, die durch Radieren, Erwärmen oder Reiben mit einem Microfasertuch unsichtbar gemacht werden kann. Markennamen sind Rocketbook, Elfinbook oder Homestec.
Die Notizbücher der Hersteller Bambook oder Esquoia werden mit abwischbaren Stiften wie Whiteboard-Markern beschrieben.

## Elektronische Notizbücher
Heute werden Notizen vielfach digital gespeichert. Es gibt mehrere Dutzend verschiedene Programme, die beim Erstellen, Verwalten und Speichern von Notizen behilflich sind.
Manche Programme funktionieren als App auf Smartphones und Tablets ebenso wie auf Desktop-Computern und auch auf verschiedenen Betriebssystemen. Manche Programme speichern die Notizen auch lokal auf dem Gerät. Bei anderen werden sie über das Internet zentral auf einem Cloud-Server abgelegt. Teilweise können Notizen auch per E-Mail-Dienst weitergeleitet oder auf einem Server abgelegt werden. Auf Notiz-Software, die sich in einem Web-Browser online nutzen lässt, kann in der Regel von jedem beliebigen Gerät aus zugegriffen werden.
Siehe auch: Kategorie:Notiz-Software
Es gibt auch Methoden, handschriftliche Notizen über die Kamera eines Smartphones zu digitalisieren.
Dabei wird eine glatte Oberfläche mit einem Filzstift beschrieben, der von der Oberfläche abgewischt werden kann, um diese erneut zu beschreiben.

## In der Literatur
Doris Lessing machte das Notizbuch zum literarischen Genre. Zunächst in einem ihrer bekanntesten Werke, dem Goldenen Notizbuch (1962). Als Bestandteil der hybriden Form ihres letzten Werks Alfred und Emily (2008) kehrte das Notizbuch wieder.